# الأكامى (إب)

تعديل مصدري - تعديل

الأكامى هي إحدى قرى عزلة ريمان بمديرية إب التابعة لمحافظة إب، بلغ تعداد سكانها 318 نسمة حسب تعداد اليمن لعام 2004.